# Eriogonum palmerianum
Eriogonum palmerianum är en slideväxtart som beskrevs av James Lauritz Reveal. Eriogonum palmerianum ingår i släktet Eriogonum och familjen slideväxter. Inga underarter finns listade i Catalogue of Life.